# Tiassalé (Departement)
Tiassalé ist ein Departement der Elfenbeinküste, in der Region Agnéby-Tiassa im Distrikt Lagunes im Süden des Landes gelegen.
Hauptstadt des Departements ist Tiassalé, die Einwohnerzahl beträgt 179.882 Menschen (Zensus 2014).
Das Departement Tiassalé unterteilt sich in die Gemeinde Tiassalé (ist gleichzeitig Unterpräfektur) sowie die Unterpräfekturen Morokro, Gbolouville und N’douci.